# Фернандес, Рауль (футболист)
Рау́ль Ома́р Ферна́ндес Вальве́рде (исп. Raúl Omar Fernández Valverde; род. 6 октября 1985[…], Трухильо) — перуанский футболист, вратарь клуба «Атлетико Грау». Выступал за сборную Перу. Бронзовый призёр Кубка Америки 2011 года.

## Клубная карьера
Рауль Фернандес попал в основу «Университарио» в 2005 году. За полтора сезона молодой вратарь вышел на поле всего в пяти матчах и на время Клаусуры 2006 года был отдан в аренду в клуб «Спорт Анкаш». В новом клубе вратарь также не стал основным проведя всего 2 матча за полгода, после чего к началу нового сезона он вновь вернулся в «Университарио». По возвращении из аренды вратарь всё чаще стал выходить на поле и в чемпионате 2007 года он провёл на поле уже 15 матчей. Со следующего года Рауль Фернандес стал основным игроком клуба проведя за весь сезон 45 матчей. За выступления в сезоне 2008 года Рауль Фернандес был награждён званием лучшего вратаря в Перу. В чемпионате 2009 года Фернандес сыграл 33 матча и стал чемпионом Перу. Также за свои выступления вратарь был вновь назван лучшим вратарём Перу и лучшим игроком чемпионата. В следующем году Фернандес сыграл в 35-и матчах, но его «Университарио» не смог отстоять чемпионский титул.
В конце 2010 года перуанский вратарь согласовал все условия контракта с французским клубом «Ницца». Контракт рассчитан до конца сезона 2014/15, но в самом клубе вратарь появился только с начала сезона 2011/12, так как первую половину 2011 года он на правах аренды провёл в «Университарио». За время аренды Фернандес провёл в чемпионате Перу 10 матчей в которых пропустил всего 2 гола.
Свой первый европейский сезон перуанец начал в качестве второго вратаря после колумбийца Давида Оспины.

## Карьера в сборной
В сборной Перу Рауль Фернандес дебютировал 27 марта 2008 года в товарищеском матчей со сборной Коста-Рики, завершившимся победой перуанцев со счётом 3:1. Сам Фернандес вышел на поле только на 81-й минуте и за оставшиеся минуты сохранил свои ворота в неприкосновенности.
В 2011 году Рауль Фернандес попал в заявку сборной на Кубок Америки. Фернандес сыграл на турнире в пяти матчах и пропустил четыре гола в свои ворота, тем самым сумев помочь своей сборной завоевать бронзовые медали впервые с 1983 года.
Всего за сборную Перу Рауль Фернандес сыграл 14 матчей в которых пропустил 7 голов.

## Достижения

### Командные
Сборная Перу
- Бронзовый призёр Кубка Америки: 2011
- Обладатель Кубка Кирин: 2011

«Университарио»
- Чемпион Перу: 2009

### Личные
- Лучший игрок чемпионата Перу: 2009
- Голкипер года в Перу (2): 2008, 2009

## Статистика в сборной
| №  | Дата            | Место проведения | Соперник   | Счёт | Пропущенные голы | Турнир                    |
| 1  | 27 марта 2008   | Икитос           | Коста-Рика | 3:1  | -                | Товарищеский матч         |
| 2  | 6 февраля 2009  | Лос-Анджелес     | Сальвадор  | 0:1  | -                | Товарищеский матч         |
| 3  | 7 июня 2009     | Лима             | Эквадор    | 1:2  | 2                | Отборочный матч к ЧМ 2010 |
| 4  | 18 ноября 2009  | Майами           | Гондурас   | 2:1  | -                | Товарищеский матч         |
| 5  | 4 сентября 2010 | Торонто          | Канада     | 2:0  | -                | Товарищеский матч         |
| 6  | 12 октября 2010 | Панама           | Панама     | 0:1  | 1                | Товарищеский матч         |
| 7  | 4 июня 2011     | Мацумото         | Чехия      | 0:0  | -                | Кубок Кирин               |
| 8  | 28 июня 2011    | Лима             | Сенегал    | 1:0  | -                | Товарищеский матч         |
| 9  | 4 июля 2011     | Сан-Хуан         | Уругвай    | 1:1  | 1                | Кубок Америки 2011        |
| 10 | 8 июля 2011     | Мендоса          | Мексика    | 1:0  | -                | Кубок Америки 2011        |
| 11 | 16 июля 2011    | Кордова          | Колумбия   | 2:0  | -                | Кубок Америки 2011        |
| 12 | 19 июля 2011    | Ла-Плата         | Уругвай    | 0:2  | 2                | Кубок Америки 2011        |
| 13 | 23 июля 2011    | Ла-Плата         | Венесуэла  | 4:1  | 1                | Кубок Америки 2011        |
| 14 | 7 октября 2011  | Лима             | Парагвай   | 2:0  | -                | Отборочный матч к ЧМ 2014 |

Итого: 14 матчей / 7 пропущенных голов; 8 побед, 2 ничьих, 4 поражения.
| Год   | Матчи Кубка Америки | Матчи Кубка Америки | Отборочные матчи ЧМ | Отборочные матчи ЧМ | Товарищеские матчи | Товарищеские матчи | Итого | Итого |
| Год   | Игры                | Голы                | Игры                | Голы                | Игры               | Голы               | Игры  | Голы  |
| ----- | ------------------- | ------------------- | ------------------- | ------------------- | ------------------ | ------------------ | ----- | ----- |
| 2008  | 0                   | 0                   | 0                   | 0                   | 1                  | 0                  | 1     | 0     |
| 2009  | 0                   | 0                   | 1                   | -2                  | 2                  | 0                  | 3     | -2    |
| 2010  | 0                   | 0                   | 0                   | 0                   | 2                  | -1                 | 2     | -1    |
| 2011  | 5                   | -4                  | 1                   | 0                   | 2                  | 0                  | 8     | -4    |
| Итого | 5                   | -4                  | 2                   | -2                  | 7                  | -1                 | 14    | -7    |